# Bisinosis
La bisinosis, también conocida como fiebre del lunes, pulmón del trabajador del algodón, enfermedad del pulmón pardo, o fiebre del molino, es una enfermedad pulmonar ocupacional causada por la inhalación de polvos de fibras textiles naturales, no sintéticas, en trabajadores de algodón y, en menor grado lino, cáñamo y yute. Ocurre en trabajadores de la industria textil especialmente que trabajan en ambientes cerrados y poco ventilados. Por lo general causa estrechamiento de la tráquea y bronquios pulmonares, destrucción del parénquima pulmonar y, a menudo, muerte por infecciones respiratorias e insuficiencia respiratoria. La bisinosis fue frecuente en las revoluciones industriales de diferentes países y en el presente es más común en países en vías de desarrollo, afectándose en especial quienes abren los fardos de algodón y quienes procesan el algodón.

## Patología
El asma ocupacional, incluyendo la bisinosis, es el trastorno ocupacional respiratorio más frecuente. La exposición a polvo orgánico o químico puede producir asma profesional como consecuencia de una respuesta del sistema inmune y broncoconstricción. En la bisinosis, es frecuente ver una disminución del volumen espiratorio forzado durante la jornada laboral el día lunes, después de tener el fin de semana libre. Los grados mayores de afección pulmonar se dan en los trabajadores fumadores. Aunque no está del todo claro, el principal agente responsable de la bisinosis son las concentraciones elevadas de endotoxina de los bacilos gramnegativos presentes en el aire ambiente
La exposición crónica a estos polvillos orgánicos pueden causar irritación del alvéolo o alveolitis, fibrosis y, eventualmente, una enfermedad pulmonar intersticial o una Enfermedad Pulmonar Obstructiva Crónica.

## Causa
El agente causal de los trastornos pulmonares observados en la bisinosis permanece aún desconocido, aunque puede que tenga un factor etiológico mixto, incluyendo las bacterias de este ambiente laboral y sus toxinas. Otra teoría incluye la presencia de algún componente de la hoja del algodón que causa una reacción inmunitaria distinta al asma ocupacional.

## Cuadro clínico
La bisinosis se manifiesta con opresión en el pecho y sibilancias que se auscultan cuando la persona respira. Los síntomas por lo general solo aparecen durante el primer día del trabajo después de varios días de descanso y, a diferencia del asma, tienden a disminuir tras una exposición repetida a tal punto que la opresión del pecho puede desaparecer al final de la semana de trabajo. La bisinosis puede también cursar con fiebre, dolor de cabeza y dificultad para respirar.
En algunos trabajadores del algodón y de industrias textiles que han estado expuestos por muchos años, la opresión en el pecho y la dificultad respiratoria o tos puede durar varios días o incluso la semana completa.

## Tratamiento
El tratamiento inicial incluye mejorar la estrechez bronquial con broncodilatadores como el albuterol inhalado y la teofilina o antihistamínicos en caso de que la causa de la obstrucción pulmonar sea una liberación de histamina. En los casos más severos se amerita la reducción de la exposición por medio del traslado a áreas de trabajo de menor riesgo. En estos casos severos de bisinosis pueden recomendarse oxigenoterapia y el uso de corticosteroides.

## Prevención
La mejor forma de prevenir la bisinosis y trastornos más graves es la de prevenir la exposición repetida al polvo orgánico del algodón. El uso de máscaras faciales y otras medidas laborales pueden reducir el riesgo, incluyendo el dejar de fumar.